# Sullivan Stapleton
Pour les articles homonymes, voir Stapleton.
Sullivan Stapleton est un acteur australien, né le 14 juin 1977 à Melbourne (État de Victoria).

## Biographie
Porté par sa vocation d'acteur, il entreprend de se faire connaître en multipliant les castings. En parallèle de ses études d'art dramatique et d'apparitions dans quelques séries, Sullivan a aussi bien nettoyé des cages dans une animalerie qu'exercé en tant que mannequin jusqu'en 1998. Son physique avantageux et la sincérité de son jeu lui permettent de se faire remarquer et au milieu des années 1990, il obtient son premier rôle dans le téléfilm Baby Bath Massacre (1994), un thriller qui prouve déjà qu'il ne craint pas les intrigues violentes. Deux ans plus tard, Sullivan fait ses premiers pas au cinéma grâce à Tony Mahood qui lui confie un rôle secondaire dans la comédie romantique River Street.
En 1998, il intègre le casting de Les Voisins, une série australienne dont la bonne audience lui confère une notoriété naissante. Campant le rôle de Josh Hugues, il apprend les bases du métier et aborde ensuite plus facilement les projets qui lui sont proposés. Sullivan entame la nouvelle décennie avec un téléfilm sur les relations fraternelles My brother Jack (2001) qui lui vaut les faveurs de la presse. En 2003, on le retrouve dans un rôle régulier avec la série dramatique The Secret Life of US dans laquelle il incarne Justin Davies.
L'année 2010 marque un tournant das sa carrière. Désireux de percer à l'international, Sullivan Stapleton donne un nouveau souffle à sa filmographie en figurant au générique d'Animal Kingdom, un thriller criminel glaçant qui reçoit une ovation lors de sa projection au Festival du Film Indépendant de Sundance. Il accapare la tête de la distribution de la série Strike Back à partir de la saison 2 où il incarne le sergent de l'armée américaine Damien Scott au sein du MI-6. Il rejoint ensuite le casting de Gangster Squad (2013), un film inspiré de faits réels qui peint le portrait d'un parrain mafieux mis à mal par une escouade d'agents sous couverture.
L'année suivante, c'est dans le rôle du général Thémistocle qu'on retrouve l'acteur pour le film 300 : La Naissance d'un empire, rôle qu'il avait refusé dans un premier temps en raison du tournage de la série Strike Back.

## Filmographie

### Cinéma
- 1998 : Amy de Nadia Tass : Wayne Lassiter.
- 2000 : City Loop de Belinda Chayko : Dom.
- 2003 : Nuits de terreur (Darkness Falls) de Jonathan Liebesman : Officier Matt Henry.
- 2007 : December Boys : Fearless
- 2007 : Les Condamnés : Wilkins
- 2010 : Animal Kingdom :  (nommé au 2010 AATCA Awards  pour "Meilleur Acteur")
- 2013 : Gangster Squad : Jack Whalen
- 2014 : 300 : La Naissance d'un empire (300: Rise of an Empire) : Thémistocle
- 2014 : Kill Me Three Times : Nathan Webb
- 2014 : Cut Snake : James (nommé au 5e AATCA Awards pour "Meilleur Acteur")
- 2017 : Braqueurs d'élite (Renegades) de Steven Quale : Matt Barnes

### Télévision
- 2003-2005: Nos vies secrètes : Justin Davies (rôle principal ; 24 épisodes)
- 2008 : Rush : Yuri (épisode 12 saison 1)
- 2007-2008 : Satisfaction - Josh (récurrent, saisons 1 et 2 ; 13 épisodes)
- 2010 : The Odds - saison 1 : Wade Simms
- 2011-2015 : Strike Back (série télévisée) : Damien Scott (saisons 2 à 6)
- 2015-2020 : Blindspot (série télévisée) : Kurt Weller (rôle principal)
- 2022 :

## Distinctions

### Nominations
- 5e cérémonie des Aust (série télévisée) : Daniel ralian Academy of Cinema and Television Arts Awards 2015 : Meilleur acteur dans un thriller pour Cut Snake (2015).
- 6e cérémonie 6e cérémonie des Australian Film Critics Association Awards 2016 : Meilleur acteur dans un thriller pour Cut Snake (2015).
- 2016 : Film Critics Circle of Australia Awards du meilleur acteur dans un thriller pour Cut Snake (2015).